# Aechmea corymbosa
Espèce
Classification phylogénétique
Synonymes
- Aechmea mitis (Mart. ex Schult. & Schult.f.) L.B.Sm.
- Billbergia corymbosa Mart. ex Schult. & Schult.f.
- Billbergia mitis Mart. ex Schult. & Schult.f.

Aechmea corymbosa est une espèce de plantes à fleurs de la famille des Bromeliaceae originaire d'Amérique du Sud.

## Distribution
L'espèce se rencontre dans le nord-ouest du Brésil, à l'est du Pérou, au sud de la Colombie et au sud du Venezuela.

## Synonymes
- Aechmea mitis (Mart. ex Schult. & Schult.f.) L.B.Sm.[1] ;
- Billbergia corymbosa Mart. ex Schult. & Schult.f.[1] ;
- Billbergia mitis Mart. ex Schult. & Schult.f.[1].